# Forever Faithless – The Greatest Hits
Forever Faithless – The Greatest Hits – kompilacyjny album brytyjskiej grupy muzycznej Faithless z 2005 roku. Gromadzi on największe przeboje zespołu wydane w ciągu 10 lat istnienia grupy.

## Lista utworów
| Nr  | Tytuł utworu             | Album         | Rok  | Długość |
| --- | ------------------------ | ------------- | ---- | ------- |
| 1.  | „Insomnia”               | Reverence     | 1995 | 3:35    |
| 2.  | „Mass Destruction”       | No roots      | 2004 | 3:35    |
| 3.  | „God Is A DJ”            | Sunday 8PM    | 1998 | 3:25    |
| 4.  | „Don't Leave”            | Reverence     | 1995 | 4:05    |
| 5.  | „Muhammad Ali”           | Outrospective | 2001 | 4:25    |
| 6.  | „We Come 1”              | Outrospective | 2001 | 3:50    |
| 7.  | „Reverence”              | Reverence     | 1995 | 3:45    |
| 8.  | „Salva Mea”              | Reverence     | 1995 | 4:40    |
| 9.  | „One Step Too Far”       | Outrospective | 2001 | 3:30    |
| 10. | „Bring My Family Back”   | Sunday 8PM    | 1998 | 6:25    |
| 11. | „Miss U Less See U More” | No Roots      | 2004 | 3:40    |
| 12. | „Tarantula”              | Outrospective | 2001 | 3:05    |
| 13. | „Reasons”                | No Roots      | 2004 | 3:45    |
| 14. | „Why Go?”                | Sunday 8PM    | 2004 |         |
| 15. | „I Want More”            | No Roots      | 2004 | 3:34    |
|     |                          |               |      | 55:19   |